# 马尔库·科斯基
马尔库·科斯基（芬蘭語：Markku Koski，1981年10月15日—），芬兰男子单板滑雪运动员。他曾代表芬兰参加2002年、2006年和2010年冬季奥林匹克运动会单板滑雪比赛，获得一枚铜牌。